# Avalonia

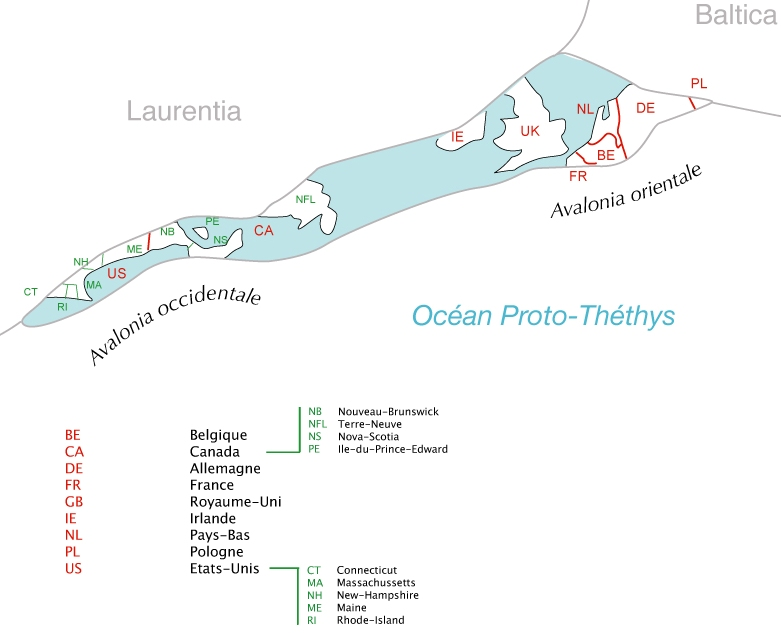
Các khối đá của khối chính của Avalonia tương ứng với các ranh giới và bờ biển ngày nay nhưng trong các vị trí tương đối của chúng khi chúng ở giai đoạn cuối của kỷ Than đá, trước khi châu Âu và Bắc Mỹ tách nhau ra. Các tên gọi viết bằng tiếng Pháp.

Avalonia hay địa thể Avalon là một lục địa nhỏ hay một địa thể mà lịch sử của nó là sự hình thành phần lớn các tầng đá cổ của Tây Âu, miền nam biển Bắc, các phần của Canada và Hoa Kỳ tại vùng duyên hải phía Đại Tây Dương. Tên gọi của nó xuất phát từ bán đảo Avalon tại Newfoundland do một nhóm học giả là Christopher Scotese và ctv đề xuất năm 1979. Một số học giả coi chúng là hai địa thể riêng biệt gọi là Đông Avalonia (ở châu Âu) và Tây Avalonia (ở Bắc Mỹ).

## Phát triển
Sự phát triển thời kỳ đầu của Avalonia được coi là trong các vòng cung núi lửa gần đới ẩn chìm trên rìa của Gondwana. Một số vật chất có thể đã bồi tích từ các vòng cung đảo núi lửa đã hình thành xa ngoài đại dương và sau đó va chạm với Gondwana nhờ các chuyển động kiến tạo địa tầng. Hoạt động núi lửa đã bắt đầu khoảng 730 triệu năm trước (Ma) và tiếp diễn tới khoảng 570 Ma, vào cuối đại Tân Nguyên Sinh.
Vào đầu kỷ Cambri, siêu lục địa Pannotia vỡ ra và Avalonia trôi dạt theo hướng bắc ra khỏi Gondwana. Giữa chúng mở ra đại dương gọi là đại dương Rheic. Phía bắc của Avalonia khi đó là phần phía tây của đại dương Iapetus còn phía đông của nó là đại dương Tornquist, chia tách nó với Baltica, một tiểu lục địa khác. Chuyển động độc lập này của Avalonia bắt đầu từ vĩ độ khoảng 60° vĩ nam. Đầu phía đông của Avalonia va chạm với Baltica, khi đó nằm ở các vĩ độ khoảng 30° tới 55° vĩ nam, do nó tự quay chậm theo hướng ngược chiều kim đồng hồ về phía Avalonia. Điều này xảy ra vào cuối kỷ Ordovic và trong đầu kỷ Silur, khép lại đại dương Tornquist.
Vào cuối kỷ Silur và đầu kỷ Devon, tổ hợp gồm Baltica và Avalonia dần dần va chạm với Laurentia, bắt đầu từ điểm xa nhất theo chiều dài của Avalonia mà hiện nay đang gắn với Bắc Mỹ. Kết quả của sự va chạm này là sự hình thành nên một lục địa mới gọi là Euramerica (Laurussia) và khép lại đại dương Iapetus. Khi hoàn tất giai đoạn này thì vùng thuộc Vương quốc Anh ngày nay nằm ở vĩ độ khoảng 30° vĩ nam và vùng là Nova Scotia ngày nay thì ở khoảng 45° vĩ nam. Sự va chạm này được biết đến nhờ nếp gập Caledonia hay ở Bắc Mỹ thì là pha sớm của kiến tạo sơn Acadia.
Trong kỷ Permi, lục địa mới và một địa thể khác; địa thể Armorica, trong đó bao gồm cả Iberia, đã trôi dạt tới từ Gondwana; giữ Avalonia nằm giữa nó và lục địa vì thế mà bổ sung thêm Iberia/Armorica vào Euramerica. Sau đó là sự di chuyển tới của chính Gondwana. Các hiệu ứng từ những va chạm này được ghi nhận tại châu Âu như là nếp gập Variscia. Tại Bắc Mỹ nó thể hiện như là pha muộn của kiến tạo sơn Acadia. Điều này xảy ra ở gần đường xích đạo trong cuối kỷ Than đá để tạo ra Pangaea theo cách thức mà Avalonia nằm gần trung tâm của Pangea nhưng bị ngập lụt một phần bởi một biển nông.
Trong kỷ Jura, Pangaea chia tách thành Laurasia và Gondwana, với Avalonia là một phần của Laurasia. Trong kỷ Creta, Laurasia vỡ ra thành hai phần là Bắc Mỹ và lục địa Á-Âu, với Avalonia bị chia tách giữa chúng. Đại Tây Dương xuất hiện.
Iberia sau đó lại bị xoay một lần nữa khi phần châu Phi của Gondwana lướt qua. Chuyển động cuối cùng này gây ra kiến tạo sơn Alps, bao gồm sự nâng lên của dãy núi Pyrénées trong thế Miocen và thế Pliocen. Do kết quả của điều này, phần của Avalonia ở lục địa Á-Âu hiện nay được tìm thấy trên cả hai phía của eo biển Gibraltar.

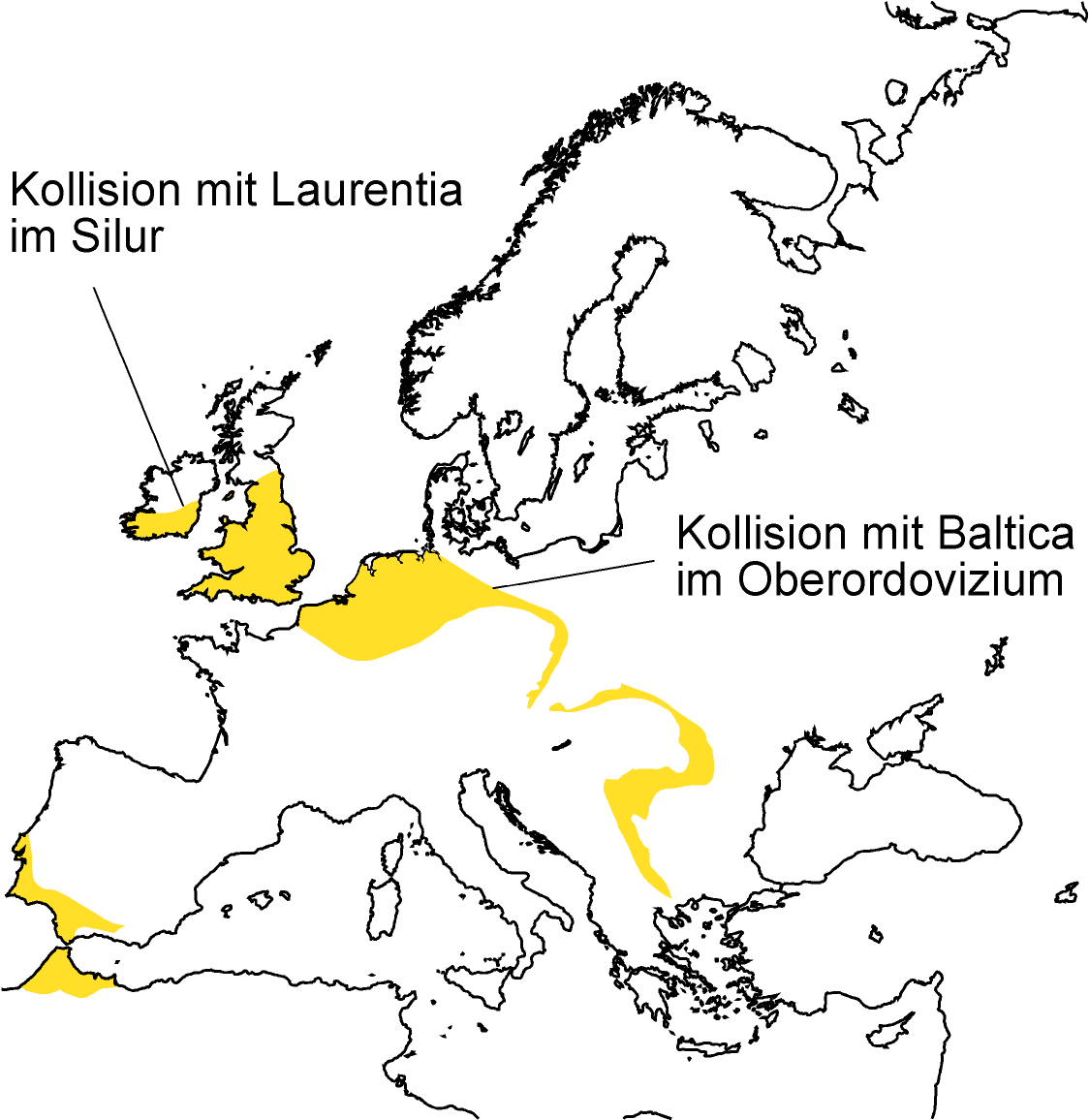
Bản đồ này chỉ ra các vị trí của các khối đá thuộc Avalonia còn tồn lại ở châu Âu. Các ghi chú trên đó chỉ ra phần va chạm với Baltica ở Hậu Ordovic và phần va chạm với Laurentia trong kỷ Silur. Các phần của Avalonia mà hiện nay là Iberia và Maroc được mang tới đây do sự tự quay của Iberia trong va chạm sau đó với Gondwana tiếp theo là sự chia tách. Các lớp đá này tất cả đều ở trên bề mặt ngày nay.

## Hậu quả
Trong thế giới ngày nay, Avalonia tạo thành cấu trúc cơ sở của Ardennes thuộc Bỉ và đông bắc Pháp, bắc Đức, tây bắc Ba Lan, Anh, Wales, đông nam Ireland, rìa tây nam của bán đảo Iberia, bán đảo Avalon, phần lớn Nova Scotia, miền nam New Brunswick và các phần thuộc New England. Cụ thể xem bản đồ 2, kiến tạo sơn Acadia và đề mục về kiến tạo này trong đại dương Iapetus.
Phần là Avalonia của đảo Anh ngày nay gần như trùng khít với Anh và xứ Wales. Phần của nó đã tạo ra đảo này trong kỷ Than đá, vì thế ảnh hưởng tới sự sắp xếp của các mỏ than, được biết đến bằng những tên gọi như đảo London-Brabant hay khối núi Wales-Brabant v.v. Kích thước của nó có ảnh hưởng tới cấu trúc địa chất của khu vực nằm giữa vùng núi Ardenne và vùng trung nguyên của đảo Anh bởi tác động của quá trình gập nếp lớp vỏ diễn ra sau đó được tạo ra từ va chạm trong kiến tạo sơn Variscan.
Tại Canada ngày nay, Avalonia bao gồm bán đảo Avalon ở đông nam đảo Newfoundland, các phần của New Brunswick, Nova Scotia, đảo Hoàng tử Edward. Tại Hoa Kỳ, Avalonia bao gồm vùng duyên hải phía bắc bang Maine, các đoạn khác thuộc vùng duyên hải New England cũng như vùng duyên hải của bang Bắc Carolina.

## Bản đồ
- Lưu trữ ngày 27 tháng 6 năm 2008 tại Wayback Machine Các bản đồ này chỉ ra vị trí tương đối của các địa thể và mảng lục địa tại các giai đoạn khác nhau trong kỷ Ordovic, Silur và Devon. Tên gọi được thể hiện bằng tiếng Đức.